# Asthenes heterura
Cesteiro-de-iquico ou lenheiro-do-mato (Asthenes heterura) é uma espécie de ave da família Furnariidae.
Pode ser encontrada nos seguintes países: Argentina e Bolívia.
Os seus habitats naturais são: regiões subtropicais ou tropicais húmidas de alta altitude e matagal tropical ou subtropical de alta altitude.
Está ameaçada por perda de habitat.